# 13559 Werth
13559 Werth è un asteroide della fascia principale. Scoperto nel 1992, presenta un'orbita caratterizzata da un semiasse maggiore pari a 2,9962376 UA e da un'eccentricità di 0,0976464, inclinata di 13,64873° rispetto all'eclittica.